# José Tiburcio Benegas
José Tiburcio Benegas (hacia 1775-1820) fue un hacendado y militar argentino que dio su nombre a uno de los principales tratados firmados en el transcurso de las guerras civiles argentinas, el Tratado de Benegas. José Tiburcio Benegas nació en Rosario, provincia de Santa Fe, hijo del Alcalde de la Santa Hermandad Joseph de Benegas (1707-1776) y de Polonia Gómez Recio Monzón.
Tuvo una destacada actuación política en la localidad de San Nicolás de los Arroyos (en el extremo norte de la provincia de Buenos Aires), desempeñándose como alcalde de la Santa Hermandad en 1787 y 1802 por designación del Cabildo de Buenos Aires. Tenía su vivienda en la villa del Rosario sobre la calle hoy denominada Córdoba, frente a la plaza hoy denominada Veinticinco de Mayo. En 1803 fue nombrado capitán de caballería de Buenos Aires y posteriormente fue incorporado con ese grado al Regimiento n.º 4 de Caballería.
En 1815 simpatizaba con el partido del caudillo oriental (uruguayo) Gervasio Artigas. Mientras se extiende en el país la figura del líder de la Liga Federal, el 11 de abril de 1815, desde la villa de Rosario, José Tiburcio Benegas se dirigió al gobernador de Córdoba:

Es tan general el buen nombre que ha merecido nuestro General, el señor D. José Artigas, aún en los más opuestos y empecinados, que todos, todos, gritan por la felicidad de D. José de Artigas a quien se le debe respetar como el verdadero restaurador de la América.
José Tibuercio Benegas

Falleció en el año 1820. El 24 de noviembre de ese mismo año, en su estancia ubicada en las márgenes del Arroyo del Medio ―del lado santafesino―, se firmó el tratado de paz entre la provincia de Buenos Aires y la provincia de Santa Fe. Ese acuerdo fue posible porque Martín Rodríguez (gobernador de la provincia de Buenos Aires) y Estanislao López (gobernador de la provincia de Santa Fe) se reunieron en la estancia La Esperanza ―ubicada en la actual localidad de Conesa (provincia de Buenos Aires)―, que todavía se conserva.
El acuerdo fue conocido como Tratado de Benegas. El mismo texto del convenio especifica que se firma en la estancia del «finado Tiburcio Benegas a las márgenes del Arroyo del Medio».
José Tiburcio Benegas estaba casado con Basilia Morcillo Bailador, rosarina, con quien tuvo siete[cita requerida] hijos, entre ellos Pedro Benegas Morcillo (n. 1802) ―padre del empresario Tiburcio Benegas, fundador de la empresa vitivinícola El Trapiche― y Juan José Benegas Morcillo (f. 1841).